# Mnais costalis
Mnais costalis – gatunek ważki z rodziny świteziankowatych (Calopterygidae). Endemit Japonii, jest szeroko rozprzestrzeniony. Dawniej takson ten bywał niekiedy uznawany za podgatunek Mnais pruinosa; te dwa blisko spokrewnione gatunki często koegzystują na tym samym obszarze.